# بيترو فارينا (عداء سريع)
بيترو فارينا هو عداء سريع إيطالي، ولد في 5 فبراير 1955.

## وصلات خارجية
- بيترو فارينا على موقع أوليمبيديا (الإنجليزية)